# Araguaína
Araguaína este un oraș în Tocantins (TO), Brazilia. 